# Europäischer Bachhaft
Der Europäische Bachhaft (Osmylus fulvicephalus), früher auch Wasserameisenlöwen-Jungfer genannt, ist der einzige in Mitteleuropa vorkommende Vertreter der Insektenfamilie der Bachhafte. Er kommt an naturbelassenen Gewässern mit intakter Aulandschaft vor.

## Merkmale
Die Imago besitzt eine Körperlänge von bis zu 18 Millimetern bei einer Flügelspannweite von 44 bis 48 Millimetern. Der Kopf ist auffällig orangebraun gefärbt und trägt fadenförmige, rund neun Millimeter lange, schwarze Fühler. Die Facettenaugen sind ebenfalls schwarz. Die breiten Flügel sind glasklar und tragen ein variables Muster aus schwarzen und einige weißen Flecken, die weitgehend homonom und nicht miteinander verbunden sind. In Ruhestellung sind die Flügel dachförmig am Körper angelegt. Die Adern der Flügel tragen feine Borsten und sind netzartig strukturiert. Die Beine sind hell gelbbraun gefärbt. Die Männchen besitzen am Hinterleibsende zwischen dem 8. und 9. Abdominalsegment eine paarige Duftdrüse, die ausgestülpt werden kann.
Die länglichen Eier sind mit 1,7 Millimeter recht groß und hellgrau gefärbt. Sie tragen an der Längsseite eine erhabene, weiße Mikropyle. Die Junglarve sägt die Eihülle mit einem Eizahn auf.
Die drei Larvenstadien sind alle ähnlich geformt und 3,5 bis 16 Millimeter lang. Sie tragen sehr lange, kaum gekrümmte Saugzangen. Diese sind paarig und lanzenförmig und setzen sich aus Ober- und Unterkiefer zusammen. An der Spitze sitzen feine Sägezähne. Die Kiefer liegen so übereinander, dass in der Mitte ein Saugkanal offen bleibt. Am Rücken der Larve sitzen Borstenreihen auf chitinisierten Höckern. Auch die Beine tragen spitze Borsten. Am 10. Abdominalsegment sitzt ein paariger, ausstülpbarer Haftapparat, der acht Reihen spitzer Chitinhaken trägt. Damit halten sich die Larven fest, wenn sie von der Beute weggezogen zu werden drohen.
Die Puppe ist der Körperform der Imago recht ähnlich. Beim Schlupf öffnet sich die Puppenhaut am Rücken. Der Kopf verlässt die Puppenhülle als letztes.

## Synonyme
Bis ins 20. Jahrhundert häufig verwendete Synonyme sind:
- Hemerobius chrysops Sulzer, 1776
- Osmylus maculatus Fabricius, 1787

## Vorkommen
Der Europäische Bachhaft ist in praktisch ganz Europa sowie in Anatolien verbreitet. Auf der Iberischen Halbinsel und auf der Apenninhalbinsel kommen sie aber nur selten vor. Die Imagines leben von Mai bis Juli an stark bewachsenen, schattigen Bereichen strukturreicher Fließgewässer. Sie kommen mitunter in großer Anzahl vor. In Mitteleuropa findet man sie vom Flachland bis in etwa 1.000 Meter Höhe.

## Lebensweise
Die Imagines ernähren sich räuberisch von anderen Uferinsekten wie zum Beispiel Eintagsfliegen. Am Tag sitzen sie an Blattunterseiten oder fliegen über dem Wasser oder im Uferdickicht.

## Paarung und Entwicklung
Zur Paarung werden dunkle Bereiche, wie beispielsweise Brückendurchlässe am Bach aufgesucht. Die Männchen locken mit den Ausscheidungen ihrer Duftdrüsen Weibchen an. Die Paarung beginnt am Nachmittag: Die Paare sitzen im rechten Winkel nebeneinander und betrillern sich mit den Fühlern. In der Nacht setzen sie sich parallel, das Männchen ergreift das Weibchen mit den Mandibeln an den Hüften (Coxae) ihrer Vorderbeine. Das Weibchen zieht aus der Geschlechtsöffnung des Männchens mit ihrem Hinterleibsende eine Spermatophore. Dieser eigentliche Begattungsakt dauert zwischen fünf und 80 Minuten.
Die Entwicklungsdauer der Tiere dauert ein Jahr. Die Eier werden an der Unterseite von Uferpflanzen, insbesondere an Moos, in der Nähe des Bodens oder an Steinen zu acht bis 27 Stück in einer gekrümmten Reihe abgelegt. Ein Weibchen legt in Summe etwa 60 Eier. Nach zwei bis drei Wochen schlüpfen die Larven. Diese leben landseitig am Rand schattiger Gewässer unter Steinen und zwischen Uferpflanzen. Die Tiere dringen auch unter die Wasseroberfläche ein, sie besitzen aber keine Kiemen und können auch nicht schwimmen. Mit Hilfe von Luftblasen im Vorderdarm können sie sich wieder an die Wasseroberfläche retten. Im Waldesinneren sind sie manchmal am Rande von Regenpfützen zu finden. Die tagaktiven Larven leben räuberisch und jagen bevorzugt wenig bewegliche Insektenlarven, wie etwa die von Zuckmücken, Nymphen und Puppen. Beim Ergreifen der Beute werden die Mundwerkzeuge in die Beute gestoßen und dann scherenförmig geöffnet, um die Beute festzuhalten. Das Gift der Kieferndrüsen lähmt dann die Beute.
Die Überwinterung erfolgt im zweiten oder dritten Larvenstadium unter Moos und Blättern. Sie tolerieren dabei längere Überflutungen. Im Frühjahr erfolgt die Häutung zum dritten Larvenstadium und ab Ende April verpuppen sie sich in Moos oder feuchtem Erdreich in einem weißlichen Kokon. Der Kokonbau dauert zwei bis vier Tage, die Puppenruhe 10 bis 14 Tage.